# بلدة بيدفورد تشارتر (ميشيغان)
بيدفورد تشارتر (بالإنجليزية: Bedford Charter Township, Michigan)‏ هي بلدة تقع بولاية ميشيغان في الولايات المتحدة. تبلغ مساحتها 77.1 (كم²)، وترتفع عن سطح البحر 264 م، بلغ عدد سكانها 9517 نسمة في عام تعداد الولايات المتحدة 2000 حسب إحصاء مكتب تعداد الولايات المتحدة وتصل الكثافة السكانية فيها 125.1 نسمة/كم2.

## وصلات خارجية
- - The US50 - Cities and Towns in Michigan State
- Michigan Cities and Towns, Facts, Map, Flag, Colleges, Government, and More